# 汤庄镇
汤庄镇是中华人民共和国江苏省扬州市高邮市下辖的一个镇。
2013年8月15日，江苏省人民政府批复同意撤销汤庄镇、汉留镇，将原汤庄镇、汉留镇行政区域合并设立新的汤庄镇。镇人民政府驻原汤庄镇双屏村（汤庄大道北侧）。

## 行政区划
汤庄镇下辖以下村级行政区划单位：
汉留社区、阳澄社区、京汉村、富南村、汉留村、曾钰村、跃进村、甸垛村、四异村、友好村、金堰社区、海陵社区、南屏村、双屏村、沙堰村、长林村、汤庄村、联谊村、友谊村、缦阳村和潘季村。